# 科斯莫諾特冰川
73°26′S 164°30′E / 73.433°S 164.500°E
科斯莫諾特冰川（英語：Cosmonaut Glacier）是南極洲的冰川，位於維多利亞地的博克格雷溫克海岸，處於南十字山脈，全長28公里，流經阿羅黑德山脈南部，最終注入飛行員冰川。